# Haumaniastrum rupestre
Haumaniastrum rupestre là một loài thực vật có hoa trong họ Hoa môi. Loài này được (R.E.Fr.) A.J.Paton mô tả khoa học đầu tiên năm 1997.